# Medalla Mozart (premio alemán)
La Medalla Mozart (en alemán: Mozart-Medaille der Stadt Frankfurt) es un premio de música alemana. Concedido por la ciudad de Fráncfort del Meno, que recibe su nombre en honor a Wolfgang Amadeus Mozart.

## Galardonados
- 1982, Elisabeth Schwarzkopf
- 1983, Mauricio Kagel
- Junge Deutsche Philharmonie